# Ehud Awri’el
Ehud Awri’el (hebr.: אהוד אבריאל, ang.: Ehud Avriel, ur. 1917 w Wiedniu, zm. 27 sierpnia 1980 w Tel Awiwie) – izraelski dyplomata i polityk, w latach 1955–1957 poseł do Knesetu z listy Mapai, w latach 1957–1960 ambasador w Ghanie, Kongo i Liberii, w latach 1965–1968 ambasador we Włoszech. Od 1968 do 1972 przewodniczący Światowej Organizacji Syjonistycznej.

## Życiorys
Urodził się podczas I wojny światowej w 1917, w stolicy Austro-Węgier – Wiedniu. Ukończył tam gimnazjum. Działał w organizacjach syjonistycznych, m.in. w ruchu młodzieżowym Blau-Weiss (niebiesko-biały), w latach 1938–1940 był dyrektorem wiedeńskiego oddziału Jugend-Alijah – żydowskiej organizacji pomocowej zajmującej się umożliwianiem młodym Żydom alii do Palestyny i osiedlaniu się w kibucach. Awri’elowi udało się opuścić Austrię i wyemigrować do Palestyny w 1940, gdzie był współzałożycielem kibucu Ne’ot Mordechaj i włączył się w działania żydowskiej organizacji paramilitarnej Hagana.
Przez okres II wojny światowej pomagał Żydom w okupowanej Europie, w latach 1943–1944 przebywał w Stambule, gdzie działał w komitecie uchodźców. Po zakończeniu wojny kontynuował pomoc przy „nielegalnej migracji” Żydów do Brytyjskiego Mandatu Palestyny. W latach 1946–1947 był wysłany przez Haganę do Czechosłowacji z misją zakupu broni ze słynnej fabryki broni w Brnie. Zakupiona przez niego broń walnie przyczyniła się do sukcesu wojsk izraelskich w wojnie o niepodległość. Po powstaniu państwa Izrael w 1948 został pierwszym oficjalnym przedstawicielem dyplomatycznym kraju w Czechosłowacji i na Węgrzech, a w 1950 w Rumunii.
W wyborach parlamentarnych w 1955 po raz pierwszy i jedyny dostał się do izraelskiego parlamentu z listy Partii Robotników Ziemi Izraela (Mapai). W Knesecie trzeciej kadencji zasiadał w dwóch parlamentarnych komisjach – edukacji i kultury oraz spraw zagranicznych i obrony. W związku z objęciem funkcji ambasadora zrezygnował z mandatu poselskiego 31 lipca 1957, a jego miejsce w Knesecie zajęła Channa Lamdan. W latach 1957–1960 Awri’el pełnił funkcję ambasadora Izraela w trzech afrykańskich krajach – Ghanie, Kongo i Liberii. Jako bliski współpracownik premiera Dawida Ben Guriona odegrał ważną rolę w procesie zbliżenia pomiędzy Izraelem a nowo powstałymi państwami Afryki. W latach 1961–1965 pracował jako zastępca dyrektora generalnego w MSZ, następnie objął placówkę w Rzymie, gdzie w latach 1965–1968 był ambasadorem. W 1968 został przewodniczącym Światowej Organizacji Syjonistycznej. W 1974 był konsulem generalnym w Chicago, a w latach 1977–1979 ambasadorem ds. specjalnych, głównie na terenie Afryki.
Zmarł 27 sierpnia 1980 w wieku sześćdziesięciu trzech lat w Tel Awiwie.